# Windten (Kumhausen)
Windten ist ein Gemeindeteil der Gemeinde Kumhausen im niederbayerischen Landkreis Landshut. Bis zum 31. Dezember 1970 bildete es eine selbstständige Gemeinde.

## Lage
Das Dorf Windten liegt etwa vier Kilometer südlich von Kumhausen im Isar-Inn-Hügelland nahe der Bundesstraße 15.

## Geschichte
Windten war Sitz einer adeligen Hofmark, die zum Pfleggericht Erding des Kurfürstentums Bayern gehörte. Die Gemeinde Windten entstand 1818 aus dem gleichnamigen Steuerdistrikt. Sie gehörte zum Landgericht, Bezirksamt und schließlich zum Landkreis Landshut. Sie umfasste die Orte Hausberg, Hachelstuhl, Herbersdorf, Oberdessing, Unterdessing und Windten. Am 1. Januar 1971 schlossen sich im Zuge der Gebietsreform in Bayern die bisher selbstständigen Gemeinden Obergangkofen, Windten, Niederkam und Götzdorf zur neuen Gemeinde Kumhausen zusammen.